# Bakteriose
Unter Bakteriose versteht man allgemein eine durch Bakterien verursachte Krankheit. Der Begriff ist vor allem bei Pflanzenkrankheiten gebräuchlich, die durch Bakterien hervorgerufen werden.
Die Ausbreitung von Bakteriosen kann durch die Kontrolle der Infektionswege verhindert werden. In Analogie zur Therapie bakterieller Erkrankungen bei Menschen und Tieren können auch zur Behandlung von bakteriellen Pflanzenkrankheiten Antibiotika eingesetzt werden.